# Elbling
Der Elbling (von lat. albus, weiß) ist eine Weißweinsorte. Bereits von den Römern im Moselgebiet angebaut, war er bis ins Mittelalter auch die häufigste deutsche Rebsorte, wurde ab dem 17. Jahrhundert dann allerdings mehr und mehr von den Sorten Riesling und Silvaner verdrängt. Als reichhaltiger Traubenträger war er früher beliebt bei denen, die den Zehnten in Wein entrichten mussten. Die Traube ergibt einen unkomplizierten trockenen und unverfälschten Weißwein, der sich auch hervorragend zur Sektherstellung eignet. Der Wein des Elblings ist säurebetonter (→ Säure (Wein)) als die meisten Neuzüchtungen, er schmeckt spritzig und fruchtig.

## Herkunft
Der Weiße Elbling ist eine der ältesten Rebsorten Deutschlands und wie der Weiße Räuschling wahrscheinlich im Rheintal entstanden. Wegen der sprachlichen Ähnlichkeit der Synonyme Alben und Elben mit den lateinischen Wörtern Albuelis, Albuelos und Vitis alba entstand die Vorstellung, dass die Römer spätestens im 4. Jahrhundert den Elbling über Gallien an den Rhein gebracht hätten. Tatsächlich erwähnten Plinius der Ältere und Columella in ihren Schriften im 1. Jahrhundert n. Chr. die Vitis alba. Andererseits weisen die Synonyme Allemand, Raisin blanc des Allemands oder auch Rheinelbe eher auf eine deutsche Herkunft hin. Nach Marcel Aeberhard wurde der ‘Elbling’ unter dem Namen «Elseser» schon im 13. Jahrhundert in einem Hofrecht des Schweizer Klosters Engelberg erwähnt. Die Notiz betraf einen Rebberg auf einem Lehensgut in Wingreis am Bielersee. Hieronymus Bock erwähnt die Sorte im Jahr 1577 in seinem Kreutterbuch.
Der Elbling ist eine spontane Kreuzung zweier Sorten mit heunischen und fränkischen Anteilen. Als heunische Sorte konnte zweifelsfrei Weißer Heunisch identifiziert werden. Als fränkische Sorte ist es ein Traminer-Sämling (Genetisch ist auch die Abstammung des Riesling vom Heunisch – der andere Elternteil ist ebenfalls ein Traminer-Sämling).

## Ampelographische Sortenmerkmale
- Die Triebspitze ist offen. Sie ist wollig behaart mit leicht rötlichem Anflug. Die gelblichen, leicht bronzefarbenen Jungblätter sind auf der Unterseite dicht behaart.
- Die großen Blätter sind rundlich, entweder nicht gebuchtet oder dreiflappig und nur schwach gebuchtet. Die Stielbucht ist geschlossen oder gar überlappt. Das Blatt ist scharf gezähnt. Die Blattoberfläche (auch Spreite genannt) ist blasig rau.
- Die zylinderförmige Traube ist mittelgroß und dichtbeerig. Die länglichen Beeren sind mittelgroß und von hellgrüner bis gelbgrüner Farbe.

Der Elbling treibt mittelfrüh aus. Dadurch entgeht er meist eventuellen Frühjahrsfrösten und gedeiht auf mittelguten Lagen.
Der Elbling ist eine alte Kultursorte. Er ist zwar empfindlich gegen Spätfrost, kommt aber mit wesentlich weniger Stickstoff als andere Reben gut zurecht. Die Rebstöcke können ein sehr hohes Alter erreichen und haben schon nach 40 bis 50 Jahren oberschenkeldicke Stämme.

## Züchtungen
Bislang wurde der Elbling kaum zur Neuzüchtung von Rebsorten genutzt. Christian Oberlin kreuzte den Elbling mit Riesling zum Elbriesling.
Der Rote Elbling ist eine rottraubige Mutation des Weißen Elblings und wird als weißer Wein klassifiziert. Die Farbe ist hellrot bis lachsfarben.
Schwarz- und Blau-Elbling sind keine Varianten des Elbling, sondern Spielarten des Trollinger.

## Verbreitung

### Deutschland
Hauptanbaugebiete des Elblings sind Mosel-Saar-Ruwer und Sauer, an der Mosel jedoch fast ausschließlich oberhalb von Trier, also am Oberlauf der Mosel, z. B. in Nittel mit 75 % Anbaufläche, (aber nicht am Unterlauf der Saar), wo mehr Kalkstein als Schiefer vorkommt. Weitere größere Anbauorte sind Palzem, Kreuzweiler, Dilmar, Esingen, Helfant, Bilzingen, Wincheringen, Söst, Rehlingen, Köllig, Onsdorf, Wellen, Temmels, Tawern, Fellerich, Oberbillig, Wasserliesch; auf der linken Moselseite Igel, Liersberg, Wasserbilligerbrück, Langsur, Mesenich (Langsur), Grewenich und Metzdorf. Außerdem sind auch noch größere Anpflanzungen in Baden und Sachsen bekannt. Ebenso an der unteren Mosel in der Ortschaft Bremm mit ca. 10 ha. Die Sorte war lange die beherrschende im eher unbedeutenden Weinbaugebiet Baierwein um Regensburg.
Die Anbaufläche in Luxemburg, wo er als Rhäifrensch bezeichnet wird, umfasst 115,9 ha (Stand 2008). Dies entspricht 9 % der gesamten Anbaufläche.
In Deutschland waren im Jahr 2007 580 ha (= 0,6 % der Rebfläche) mit der Rebsorte Elbling bestockt. Im Jahr 2006 waren noch 583 ha Anbaufläche bestockt, nachdem im Jahr 1999 immerhin 1043 ha erhoben wurden.
Die weltweite Anbaufläche beträgt 937 ha.
| Weinbaugebiet          | Fläche ha |
| ---------------------- | --------- |
| Ahr                    | -         |
| Baden                  | unter 0,5 |
| Franken                | unter 0,5 |
| Hessische Bergstraße   | -         |
| Mittelrhein            | unter 0,5 |
| Mosel                  | 570       |
| Nahe                   | unter 0,5 |
| Pfalz                  | unter 0,5 |
| Rheingau               | -         |
| Rheinhessen            | 2         |
| Saale-Unstrut          | unter 0,5 |
| Sachsen                | 8         |
| Stargarder Land        | unter 0,5 |
| Württemberg            | -         |
| TOTAL Deutschland 2007 | 580       |

### Andere Länder
Kleine Flächen gibt es im Elsass und in Lothringen, Luxemburg und der Schweiz (Kanton Bern und Basel-Landschaft).

## Synonyme
‘Aelbinen’, ‘Albana’ (verwendet in Italien, aber nicht mit der Sorte Albana zu verwechseln), ‘Albe’, ‘Alben’, ‘Albich’, ‘Albig’, ‘Albuelin’, ‘Albuelis’, ‘Allemand’, ‘Allemand Blanc’, ‘Allemand Facun’, ‘Alsacien’, ‘Alva’, ‘Argentin’, ‘Biela Zrebnina’, ‘Bielovacka’, ‘Bielovcka’, ‘Bielowaczkai’, ‘Blesec’, ‘Blesez’, ‘Bourgeois’, ‘Burgauer’, ‘Burgeger’, ‘Burgegger’, ‘Burger’, ‘Burger Blanc’, ‘Burger Elbling’, ‘Burgundertraube Gruen’, ‘Burgyre’, ‘Dickelbling’, ‘Dickweiss’, ‘Elbai Feher’, ‘Elbe’, ‘Elbele’, ‘Elben’, ‘Elben Feher’, ‘Elben Weiss’, ‘Elben Weisse’, ‘Elber’, ‘Elbinger’, ‘Elbling’, ‘Elbling Blanc’, ‘Elbner’, ‘Elmene’, ‘Elsaesser’, ‘Facan’, ‘Facum’, ‘Facun’, ‘Facun Blanc’, ‘Farantbily’, ‘Faucun’, ‘Fauler Elsasser’, ‘Frankenthal Blanc’, ‘Gemeine Traube’, ‘Geschlachter Burger’, ‘Gonais Blanc’, ‘Gouais Blanc’, ‘Grausilber’, ‘Grobburger’, ‘Grobe’, ‘Grobe Aus Oesterreich’, ‘Grobes’, ‘Grobriesling’, ‘Gros Blanc’, ‘Grossburger’, ‘Grosselbele’, ‘Grossriesler’, ‘Grossriesling’, ‘Grunsilber’, ‘Hartalbe’, ‘Haussard’, ‘Herblink’, ‘Heunisch Gruen’, ‘Hierländer’, ‘Isodora Brachybus’, ‘Klaemmer’, ‘Kleinbeer’, ‘Kleinbeere’, ‘Kleinberger’, ‘Kleinburger’, ‘Klember’, ‘Klemmer’, ‘Klemplich’, ‘Knoller’, ‘Kratkopeccelj’, ‘Kratkopecelj’, ‘Kristaller’, ‘Kristeller’, ‘Kurzstieler’, ‘Kurzstingel’, ‘Kurzstingl’, ‘Kurzstingler’, ‘Le Gros’, ‘Luttenbershna’, ‘Marmont Vert’, ‘Marmot’, ‘Mehlweisse’, ‘Morawka’, ‘Mouillet’, ‘Naesslinger’, ‘Nuernberger Zaeh’, ‘Nuesslinger’, ‘Pecek’, ‘Pezhech’, ‘Pezhek’, ‘Plant Commun’, ‘Plant Madame’, ‘Raesslinger’, ‘Raifrench’, ‘Raisin Blanc Des Allemands’, ‘Rauhelbene’, ‘Reinfransch’, ‘Rheinalben’, ‘Rheinelbe’, ‘Sauer-Grobes’, ‘Schuldenzahler’, ‘Seretonina’, ‘Silberweiss’, ‘Silvaner Weiss’, ‘Spizelbe’, ‘Srebonina’, ‘Srebrnina Bijela’, ‘Suessgrober’, ‘Suessgrobes’, ‘Sussgrober’, ‘Tarant Bily’, ‘Tarant De Boheme’, ‘Verdin Blanc’, ‘Vert Blanc’, ‘Vert Doux’, ‘Vodenjak’, ‘Weisalben’, ‘Weiselber’, ‘Weissalbe’, ‘Weisselben’, ‘Weisselbling’, ‘Weisser’, ‘Weisser Dickelbling’, ‘Weisser Elben’, ‘Weisser Elbling’, ‘Weisser Sylvaner’, ‘Weissstock’, ‘Welsche’, ‘Welschel’, ‘Ysele’.